# Phyllium bioculatum
L'insetto foglia di Gray (Phyllium bioculatum, G. R. Gray, 1832), è un insetto foglia appartenente alla famiglia delle Phylliidae e originario della Malaysia. È stato scoperto e descritto per la prima volta nel 1832 da George Robert Gray; il suo nome scientifico fa riferimento ai due puntini che si trovano sull'addome; bioculatum infatti significa "con due occhi".

## Descrizione

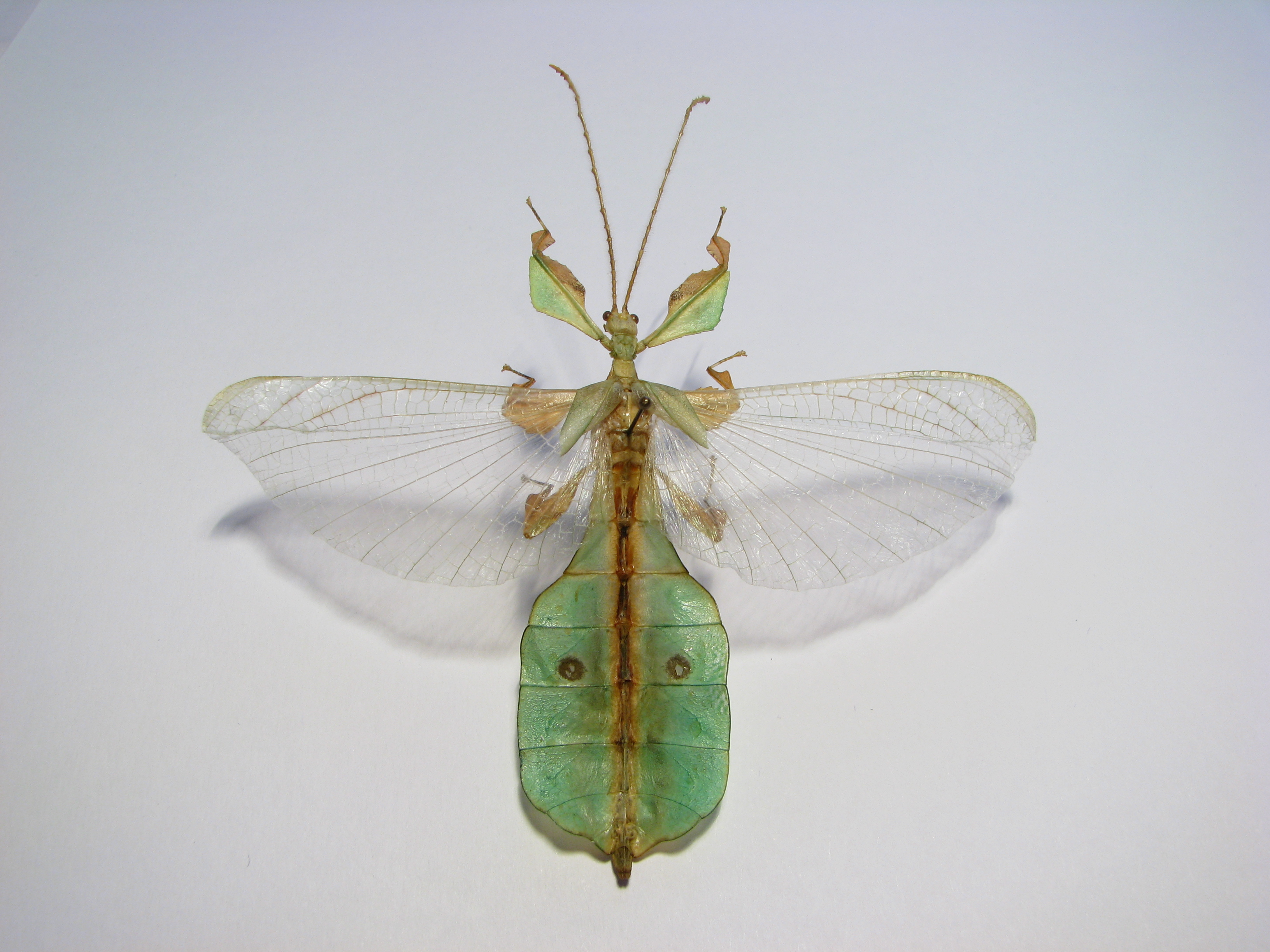
Un'immagine ravvicinata di un maschio di P. bioculatum con le ali spiegate (si notino i due puntini a cui fa riferimento il nome della specie)

L'insetto ha il corpo e le zampe verdi e larghe, frequentemente presenta delle macchie. Sia i maschi sia le femmine hanno una colorazione che va dal verde al giallo e all'arancione. Gli insetti foglia di Gray adulti sono di colore verdastro o marrone. I maschi hanno una dimensione che va dai 66 ai 94 mm. Questi insetti usano il camuffamento come arma di difesa. Le antenne delle femmine sono molto corte, mentre quelle dei maschi sono più lunghe. Una femmina adulta ha una lunghezza che va dai 46 ai 69 mm. Questa specie possiede inoltre delle ali posteriori che vengono impiegate dai maschi durante il volo, mentre nelle femmine restano inutilizzate. I piccoli Phyllium bioculatum misurano circa 2 cm, sono di colore rosso scuro e rimangono immobili. Nel corso della propria vita, questa specie fa la muta 5-6 volte. Le femmine hanno un corpo molto pesante, non volano e durante la propria vita depongono circa 500 uova. L'addome è più stretto alla base e il femore delle zampe anteriori è allungato.

## Biologia
Sono erbivori che si muovono lentamente e contano sulle proprie ali anteriori e sul camuffamento per difendersi dai predatori, che comprendono uccelli, anfibi e rettili. Le femmine vivono dai 4 ai 7 mesi mentre i maschi da 3 settimane a un mese.

### Dieta
In quanto erbivoro, il Phyllium bioculatum si nutre principalmente di mango, guava e Nephelium lappaceum (Rambutan), mentre in cattività alcuni accettano anche Quercus (quercia) e Rubus (bacche e frutti di bosco).
In Sri Lanka sono stati condotti studi sulla dieta di questi insetti. Essi si nutrono principalmente di foglie di guava. Di conseguenza, in Sri Lanka il nome di questa specie è pera koala (foglia di guava). In molti paesi il nome comune assegnato a questi insetti dipende da ciò di cui si cibano.

### Riproduzione e incubazione
L'incubazione delle uova avviene per 5-7 mesi alla temperatura di 25 °C (77 °F). Le uova sono marrone-beige e hanno una lunghezza di circa 6-7 mm.
Tuttavia, spesso le uova deposte non necessitano di fecondazione grazie alla partenogenesi. Si tratta di una forma di riproduzione asessuata in cui la crescita e lo sviluppo dell'embrione avvengono senza la fecondazione da parte del maschio.  Le uova sono ovali, simili a semi. Gli insetti foglia depongono le uova in diversi modi. Le uova di questa specie vengono spinte fuori con un movimento all'indietro dell'addome. Uno studio ha confrontato la proporzione fra la distanza a cui l'uovo viene lanciato e la lunghezza dell'insetto nelle diverse specie. Se le uova vengono fecondate, il tempo di incubazione è di 3-4 mesi, nel caso di uova non fecondate è di 6. Le uova non fecondate generano solamente insetti femmina, mentre dalle uova fecondate nascono sia maschi che femmine. Ogni femmina depone circa 100 uova a intervalli di qualche giorno. Alla nascita le larve sono rosse ma in alcuni giorni diventano verdi.

## Habitat
Questi insetti foglia vivono principalmente nelle aree tropicali e nelle foreste pluviali, dove vi è una gran quantità di vegetazione. Sono molto diffusi nel Sudest Asiatico, in Borneo, Cina, India, Sri Lanka, Java, Malaysia, Singapore e Sumatra. Si possono trovare anche in Madagascar, Mauritius e nelle Seychelles.
La temperatura ideale per questa specie si aggira intorno ai 24–28 °C (75–82 °F), che durante la notte possono diminuire di 2–3 °C (3,6–5,4 °F). La temperatura non ha grossi effetti su questa specie ma può rallentarne la crescita. È importante che la temperatura non scenda sotto i 22 °C (72 °F). La mancanza di umidità causa stress e la morte dell'insetto.